# Katimuben
Katimuben ist ein osttimoresischer Ort im Sucos Cowa (Verwaltungsamt Balibo, Gemeinde Bobonaro). In einer Karte des Direcção-Geral de Estatística von 2019 wird der Ort Bawai genannt, demselben Namen, wie die Aldeia trägt, in der das Dorf liegt. Nordöstlich liegt der Berg Katimuben (586 m).
Das Dorf Katimuben liegt im Osten Cowas, im Zentrum der Aldeia Bawai, auf einer Meereshöhe von 531 m. Nach Norden und Süden hin fällt das Land unter 500 m. Katimuben ist die einzige Siedlung der Aldeia. Durch den Ort führt die Hauptstraße des Sucos. Westlich gelangt man nach Futatas, der Hauptsiedlung des Sucos, nordöstlich liegt an der Straße das Dorf Lalis.